# Fucales
Ordre
Les Fucales sont un ordre d'algues brunes de la classe des Phaeophyceae, défini par un ensemble de caractères anatomiques (thalle fucoïde généralement très développé et bien identifiable à l'œil nu, présentant un mode de croissance apicale) et reproducteurs (présence de conceptacles portés par des rameaux ou parties de thalle nommés réceptacles). Il comprend une quarantaine de genres, constitués essentiellement de macroalgues intertidales ancrées sur substrats durs, comme les espèces du genre Fucus et les sargasses.
De nombreuses espèces vivaces forment des populations importantes et s'inscrivent fortement dans la physionomie de la végétation, allant jusqu'à établir de véritables formations végétales (champs de Fucus, de varech, « forêt tropicale flottante dorée »). Leur distribution bathymétrique peut présenter un étagement, zonation en une succession de ceintures algales qui sont le résultat d'adaptations biologiques multiples à un ensemble de facteurs environnementaux.
On observe en Europe depuis les années 1990 un recul généralisé et localement préoccupant des fucales. Ce recul implique une attention particulière dans le cadre de l'application de la Directive cadre sur l'eau (DCE).

## Histoire évolutive
La dispersion des Fucales est une conséquence de la fragmentation du Gondwana, d'où sont originaires ces algues, comme l'attestent la majorité de leurs genres qui se trouvent dans l'hémisphère sud.

## Caractéristiques

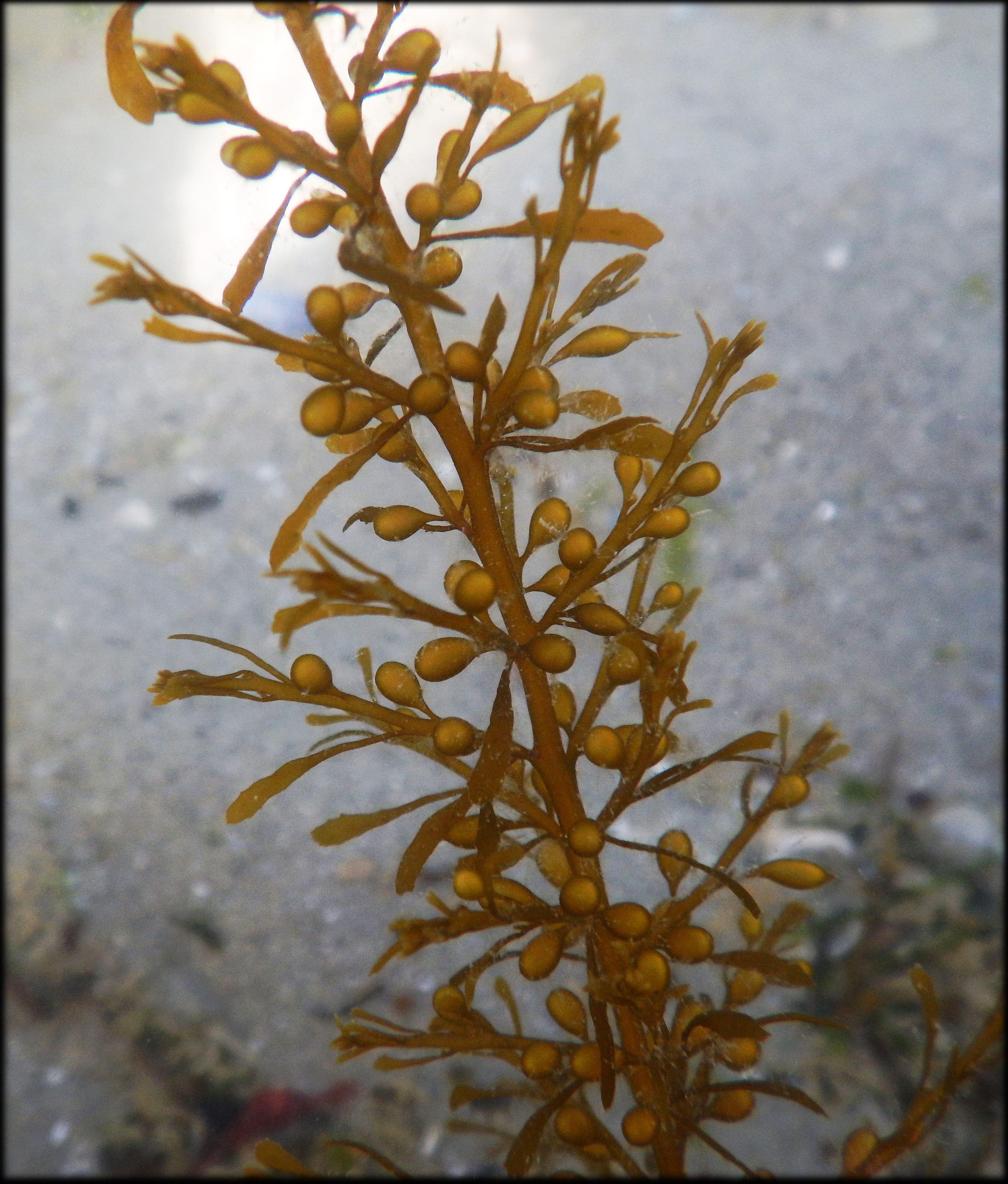
Les frondes très ramifiées de la Sargasse japonaise portent des axes principaux, des rameaux primaires, des rameaux secondaires dotés de flotteurs pédicellés, et des rameaux foliacés (phylloïdes ou pseudo-feuilles).

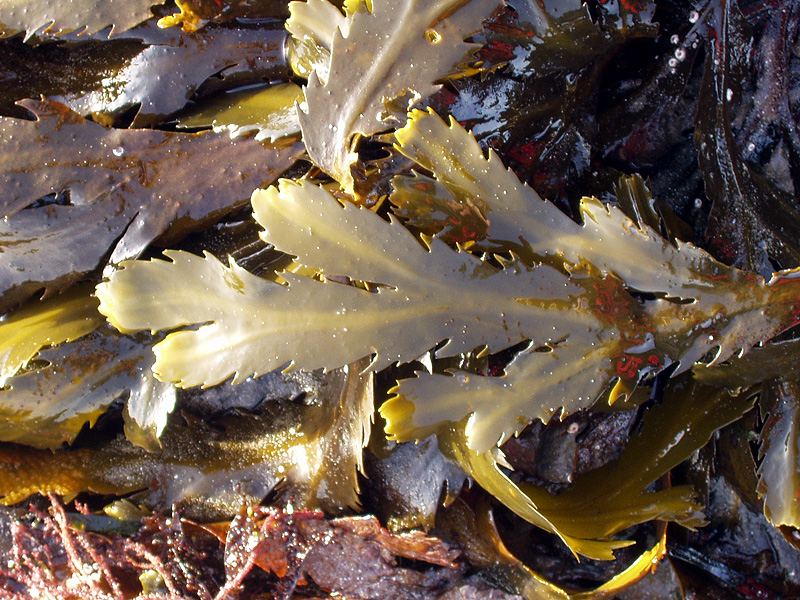
Les cryptes pilifères stériles se répartissent le long des frondes chez certains genres (Cystoseira, Fucus, Himanthalia, Sargassum). Ces cryptes laissent apparaître des poils blanchâtres qui, par la richesse en polysaccharides pariétaux hydrophiles et l'augmentation de la surface d'échange, assurent une meilleure résistance à la dessiccation lors des périodes d'exondation répétées.

L'organisation de l'appareil végétatif est classiquement celle d'un thalle fucoïde qui présente une différenciation en trois parties assimilées à tort aux racines, à la tige et aux
feuilles des plantes supérieures : disque basal émettant des papilles disposées en couronne ou bien un petit nombre de rhizoïdes, ou crampon fixateur composé de plusieurs haptères ; stipe (pseudo-tige évoquant celle des plantes vasculaires) plus ou moins flexible selon le degré de résistance à la violence des vagues ; fronde allongée, lame simple ou divisée en filaments, cordons ou lanières (l'aplatissement fréquent de la fronde est une adaptation qui permet à une partie de l'algue de se redresser dans l'eau à marée haute pour venir flotter en surface, position propice à la photosynthèse).

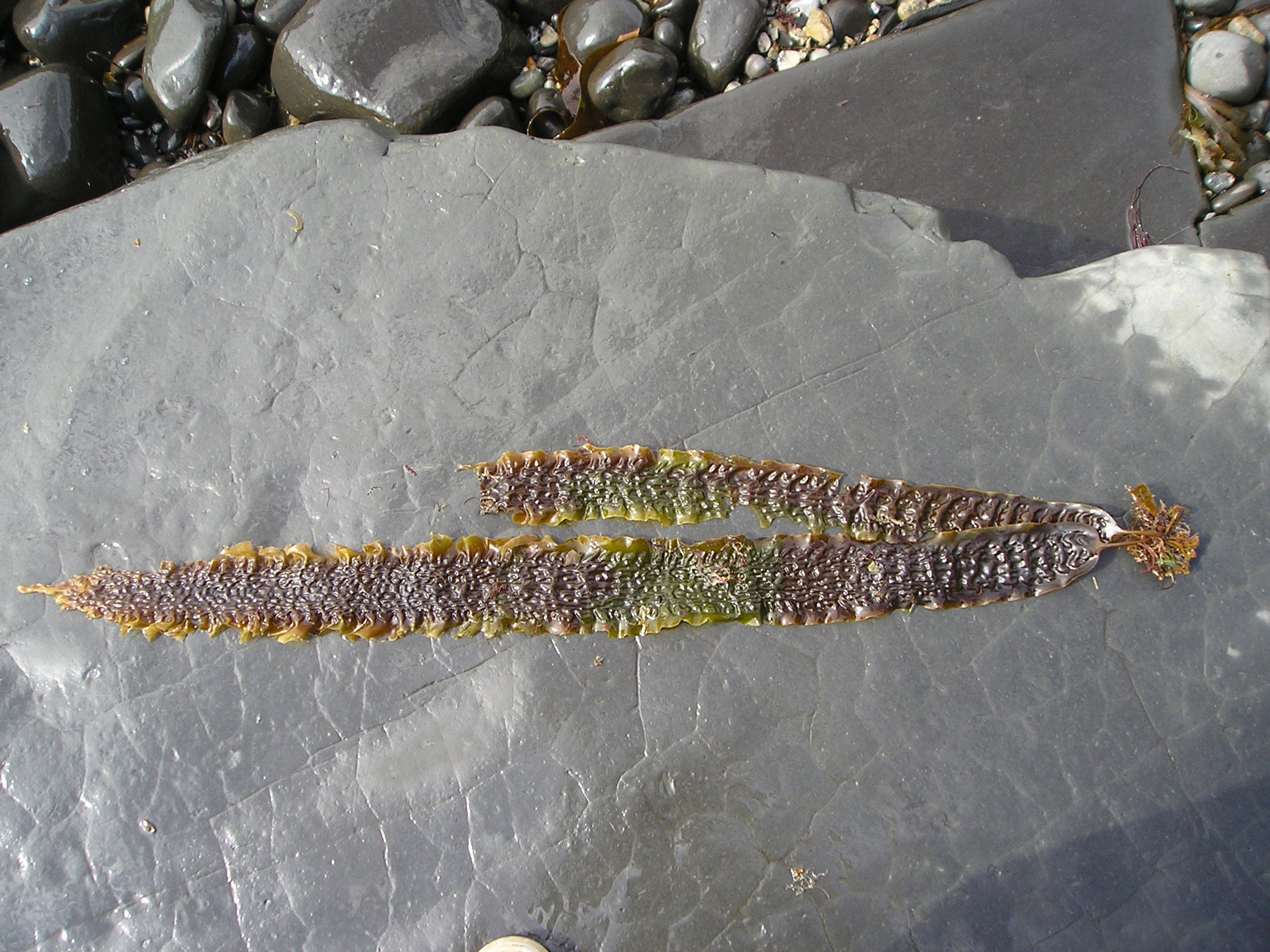
La Laminaire sucrée, à stipe court cylindrique portant une fronde en forme de gaufre plate.
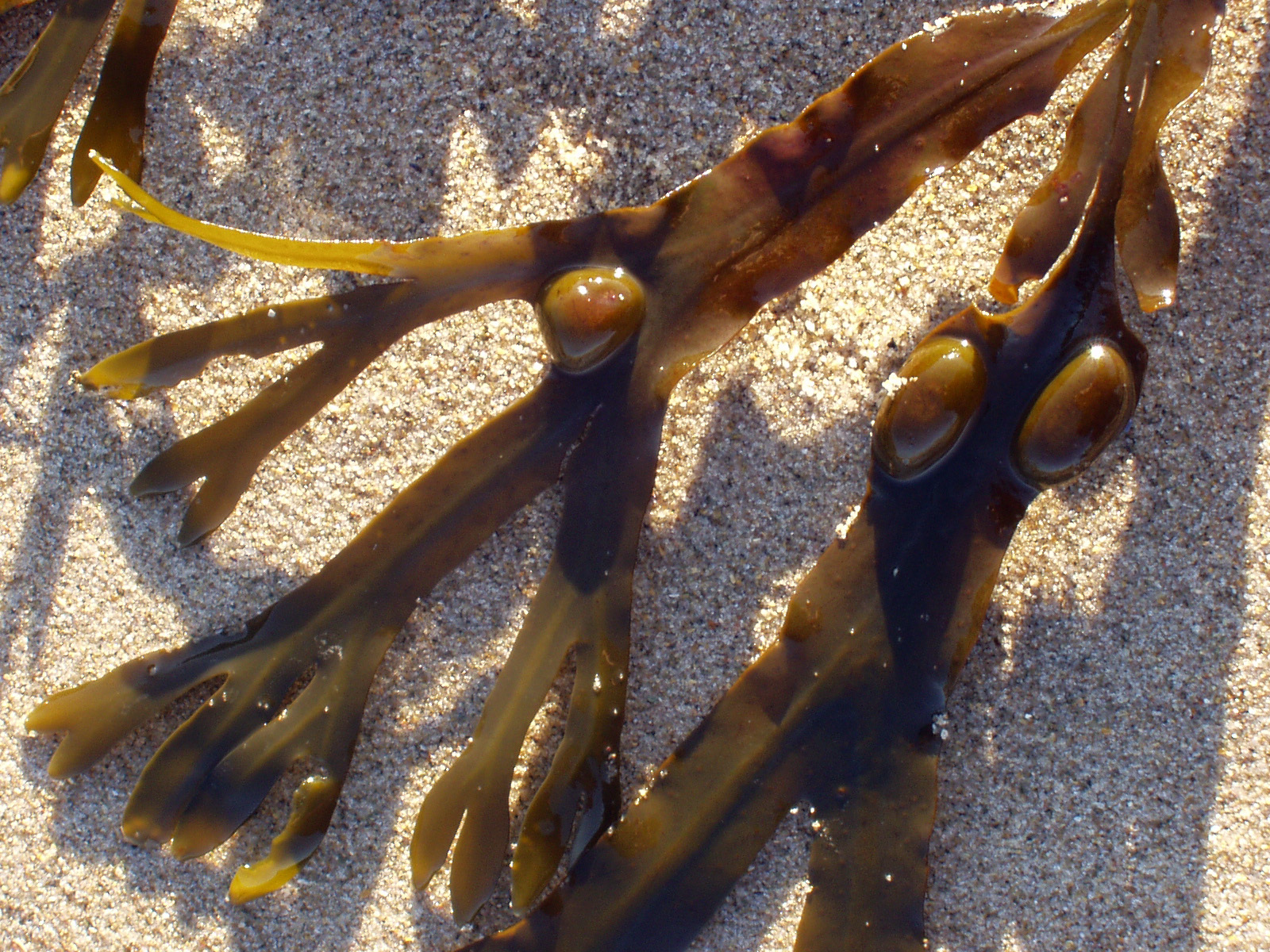
Les frondes du Fucus vésiculeux sont divisées en lanières pourvues d'une suite de gros flotteurs médians.
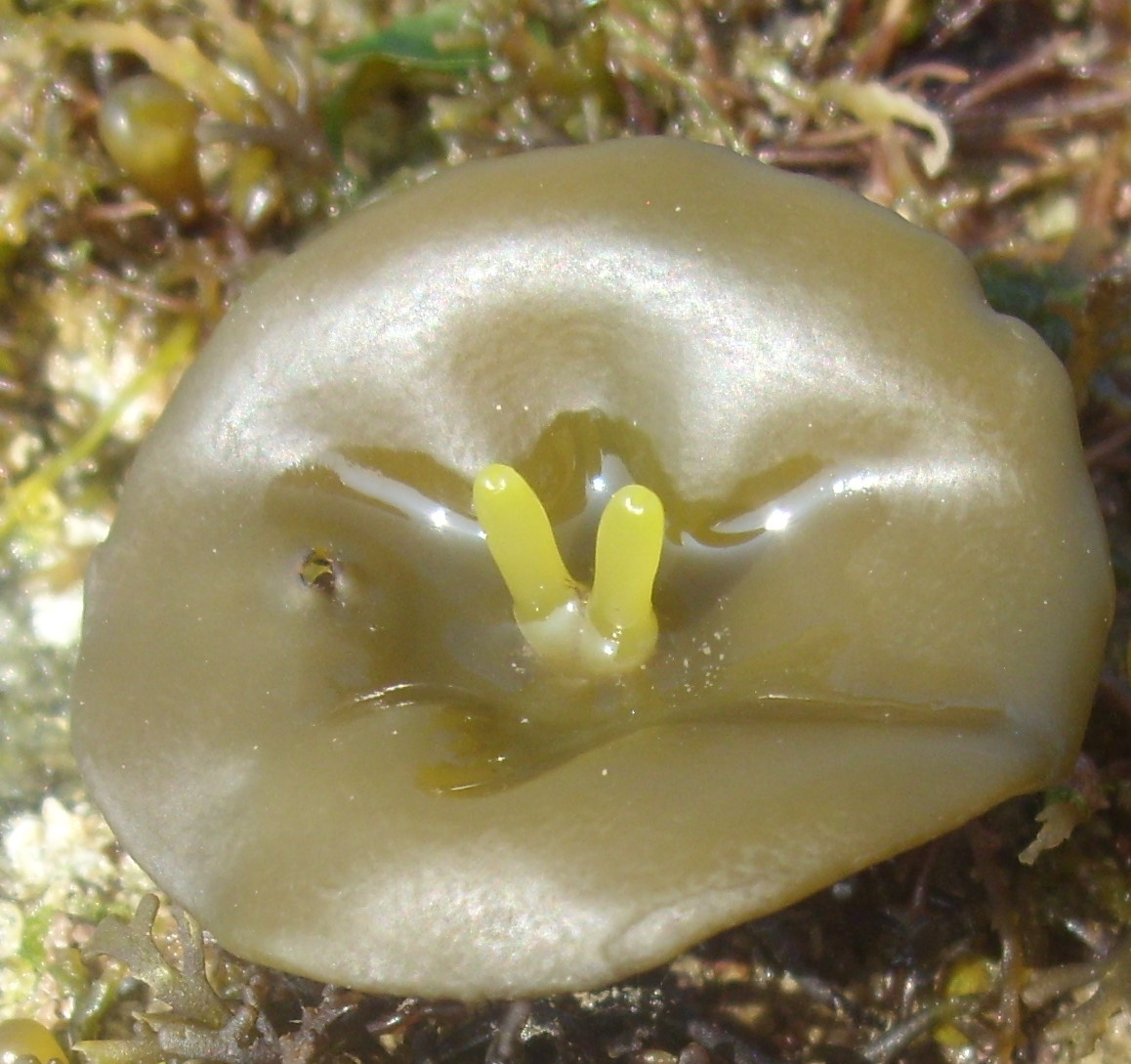
Le haricot de mer présente un disque basal pédonculé qui représente l'appareil végétatif, d'où part deux lanières à ramification dichotomique (réceptacles qui deviennent fertiles en été)[7].
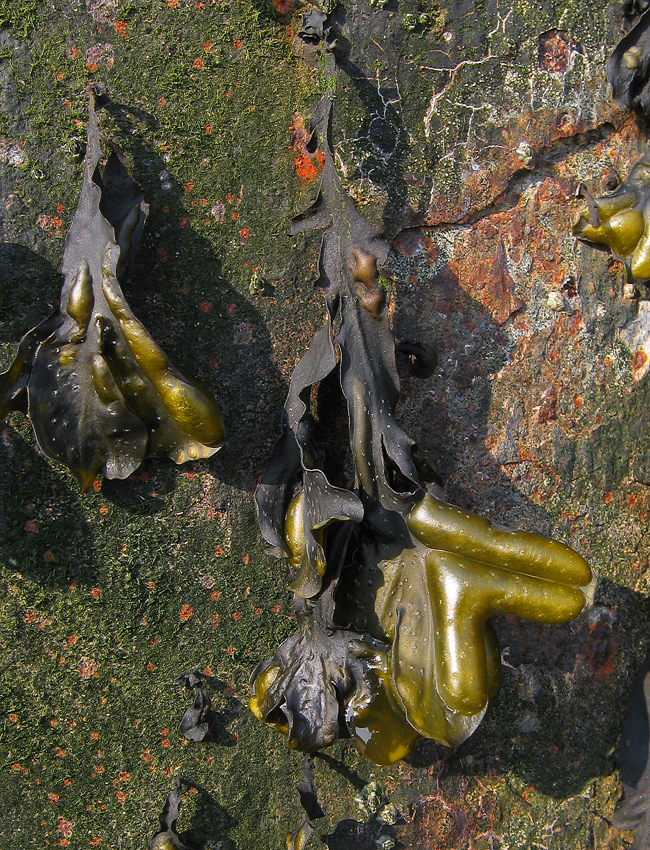
Outre les réceptacles terminaux, le varech spiralé présente des boursouflures irrégulières qui sont de simples décollements internes.

| |  |  |
| Du point de vue histologique, trois tissus sont observables au niveau du cladomothalle des grandes algues brunes : méristoderme recouvert par une épaisse couche protectrice de mucilage, parenchyme cortical et parenchyme médullaire constitué de cellules très allongées, les hyphes (schéma de gauche) dont certaines évoluent en éléments conducteurs (coupe longitudinale à droite). |  |  |

## État des populations, pressions menaces

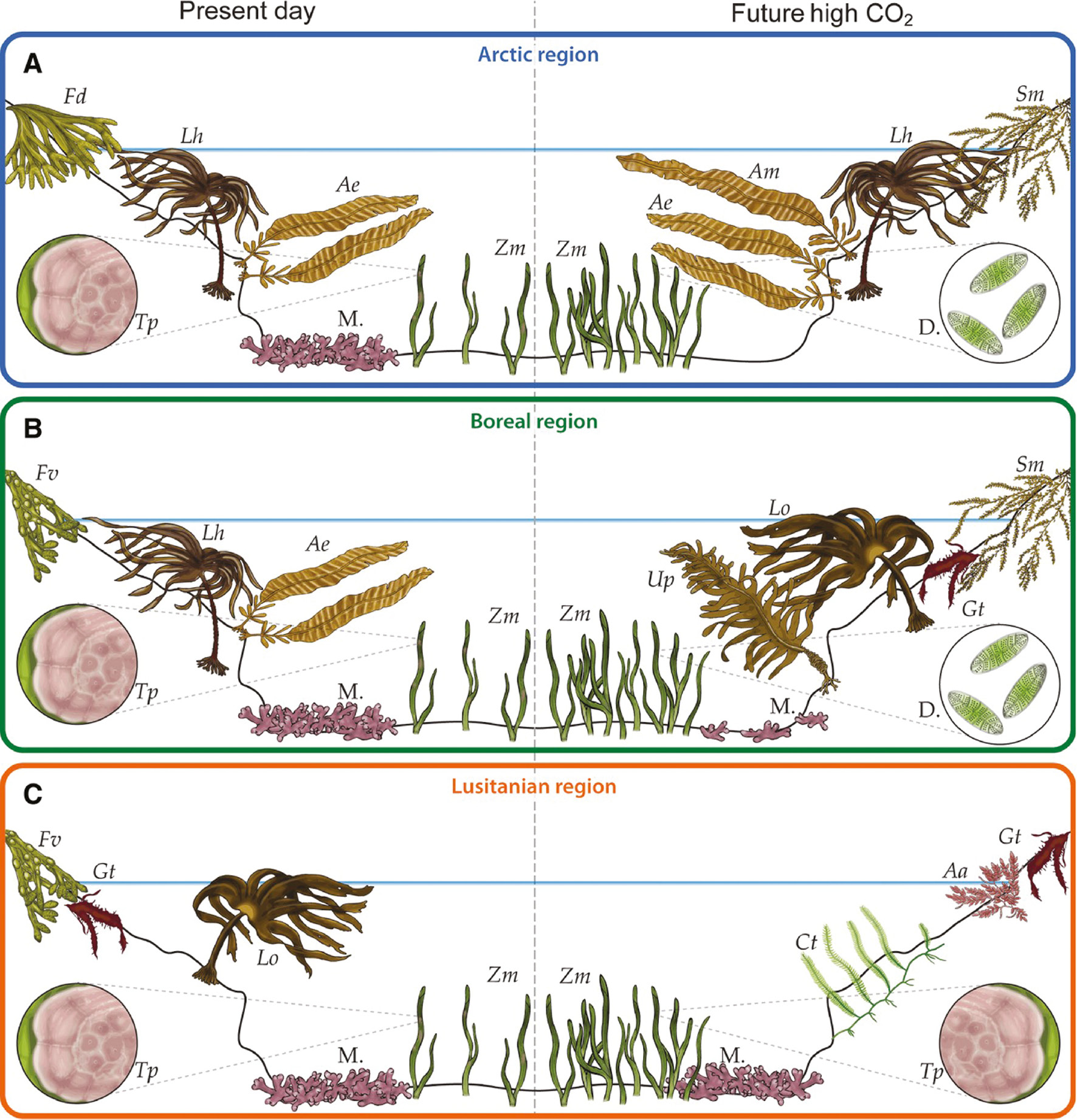
Impact du réchauffement climatique mis en relation avec les émissions de, sur la distribution spatiale de la macroflore benthique marine dans trois provinces (arctique, boréale et lusitanienne) de l'Atlantique nord.

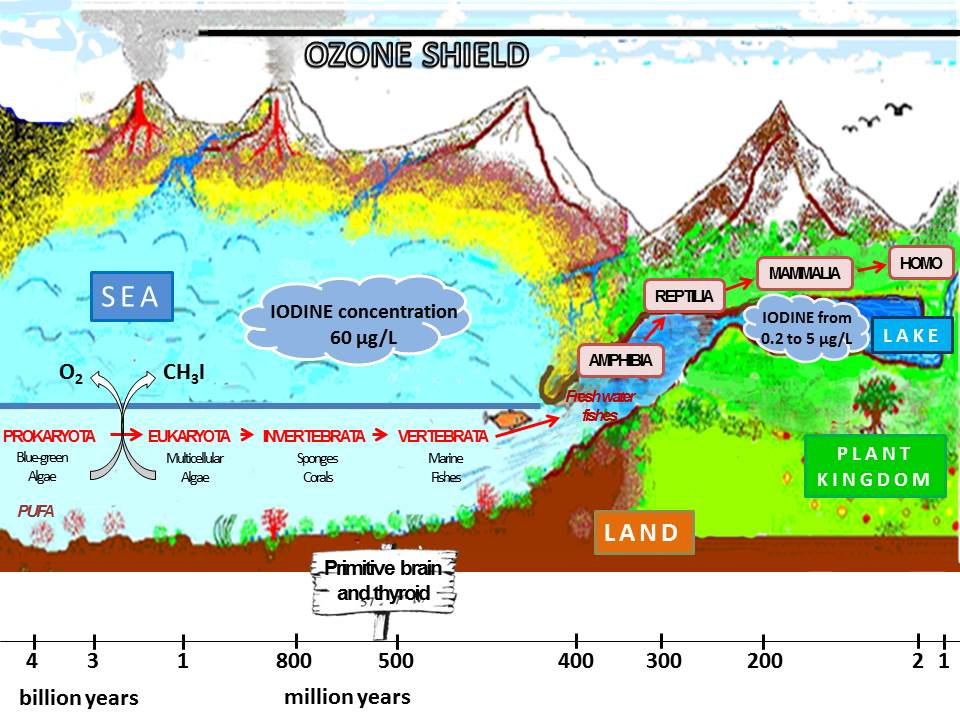
Certaines grandes algues brunes sont riches en iode, entre 0,03 et jusqu'à 5 % de poids sec.

Selon le réseau Rebent et selon le laboratoire Écologie benthique d'Ifremer-Brest qui coordonne un inventaire régional d'habitats remarquables, les cartographies mises à jour de secteurs de références, et le suivi annuel de la biodiversité fait sur une sélection d'habitats ainsi que la cartographie des secteurs de référence dans la zone immergée montrent un recul « préoccupant » des populations de fucales, encore mal expliqué. Le CEVA (Centre d’étude et de valorisation des algues) a grâce à ces observations confirmé une régression préoccupante de la couverture algale de fucales de la zone intertidale ; Fucus serratus, Fucus vesiculosus, Ascophyllum nodosum, Fucus spiralis  se développent plus normalement en ceinture sur les rochers de l'estran (où l'on trouve normalement jusqu'à 30 kg/m2 d'ascophyllum, en complément des balanes, moules, patelles qui s'installent là où le courant est plus vif). Les populations de fucales couvraient presque sur le littoral atlantique français la totalité de l'estran rocheux abrité (90 % sur l'île de Molène ou de Bréhat, moins de 10 % sur la partie exposée de l'île d'Ouessant ou sur les faces au large des iles du secteur des abers) régressent depuis les années 1980 au moins, pour des raisons mal comprises.
L'activité goémonnière en Bretagne est encore importante (de 10 000 t/an à  30 000 voire plus selon les sources).
La régression est faible pour le secteur des abers de 1987 à 2003 (- 6 %). Elle est importante sur le secteur Quiberon-Le Croisic (- 40 %) de 1986 à 2004.
Dans le même temps, des algues opportunistes et/ou invasives se développent sur tout le littoral européen. (Algues vertes à croissance rapide).
Métrologie : À marée basse les fucales ont une réflexion de la lumière infrarouge particulière qui leur permet d'être détectées par l'imagerie satellitale ou aérienne. Des comparaisons inter-annuelles peuvent être faites. Ceci facilite le suivi quantitatif des ceintures de macroalgues, dont Fucales. Les indicateurs suivis sont les surfaces occupées et la densité d'algue sur cette surface. Les chercheurs suivent aussi l’évolution des algues vertes fixées qui tendent localement à se substituer aux fucales..
Hypothèses explicatives (à confirmer) : 
- La Bretagne-sud semble la plus touchée, ce qui laisse penser que le réchauffement climatique puisse être en cause, mais le phénomène est ponctuellement mesuré ailleurs dans le monde et en Europe.
- ce recul pourrait être pour partie dû à des espèces invasives concurrentes favorisées par l'eutrophisation et la turbidité croissante des eaux littorales, à des pathogènes introduites par l'importation de coquillages et par la mondialisation et l'accélération du transport maritime,
- mais d'autres facteurs explicatifs sont possibles ou complémentaires : les pesticides apportés par les cours d'eau et la pluie, l'accumulation de certains polluants, des fuites de toxiques à partir de dépôts de munitions immergées… Des études en cours doivent répondre à ces questions, et tenter de résoudre les problèmes avant 2015, date butoir pour retrouver un "bon état écologique" des masses d'eau en Europe.

## Goémon noir ou goémon jaune?
Communément appelées goémon de rive ou goémon noir (couleur due à l'oxydation des pigments polyphénoliques qui provoque le noircissement des thalles se déshydratant lors de l'émersion à marée basse et qui peut devenir jaune au cours de l'été), de nombreuses espèces de Fucales sont exploitées depuis plusieurs siècles à des fins combustibles (attestation par l'analyse des cendres des foyers de sites préhistoriques), alimentaires (algues traditionnellement consommées comme fruits de mer en Asie du Sud-Est depuis l'Antiquité telles que le kombu, ou le varech consommé comme légume en période de disette), médicinales (Fucus utilisé par les Romains pour soigner des problèmes articulaires ou pour traiter des problèmes de carence en iode en Orient au XVIe siècle), agricoles (engrais à décomposition lente, compléments de l'alimentation du bétail). Depuis la seconde moitié du XXe siècle, elles sont aussi utilisées dans l'industrie cosmétique et textile (leurs composés jouent un rôle d’adjuvant de formulation sous forme de tensioactifs verts aux propriétés mouillantes, solubilisantes, épaississantes, détergentes ou émulsionnantes).

## Liste des familles
Selon AlgaeBase (18 août 2017) et World Register of Marine Species (18 août 2017) :
- famille des Bifurcariopsidaceae Cho, Rousseau, de Reviers & Boo
- famille des Durvillaeaceae (Oltmanns) De Toni
- famille des Fucaceae Adanson
- famille des Himanthaliaceae (Kjellman) De Toni
- famille des Hormosiraceae Fritsch
- famille des Notheiaceae O.C.Schmidt
- famille des Sargassaceae Kützing
- famille des Seirococcaceae Nizamuddin
- famille des Xiphophoraceae Cho, Rousseau, de Reviers & Boo

Selon ITIS (18 août 2017) :
- famille des Cystoseiraceae
- famille des Fucaceae
- famille des Himanthaliaceae
- famille des Sargassaceae